# Pierre Delsol
Pour les articles homonymes, voir Delsol.
Pierre Delsol, né le 18 février 1909 à Clairac et mort le 2 juillet 1987 à Nice, est un militaire français, neuvième compagnon de la Libération. Militaire de carrière dans les troupes coloniales, il décide de rejoindre les forces françaises libres après l'armistice du 22 juin 1940. Il participe aux combats en Afrique du Nord et en Italie puis prend part à la Libération de la France.

## Biographie

### Jeunesse et engagement
Enfant d'agriculteurs, Pierre Delsol naît le 18 février 1909 à Clairac, dans le Lot-et-Garonne. En 1928, il effectue son service militaire au 10e régiment de dragons puis retourne à Clairac en novembre 1929 pour y suivre les traces de ses parents dans le travail de la terre. Cependant, en avril 1934, il décide de s'engager et fait un court passage au régiment d'infanterie coloniale du Maroc (RICM) avant de passer, en juillet de la même année, au 19e régiment mixte d'infanterie coloniale. Parti en Indochine avec ce régiment, il est promu caporal en mars 1936 et caporal-chef en juillet 1937. De retour en France en 1938, il retrouve le RICM avant de partir à Beyrouth où il est muté au 24e régiment d'infanterie coloniale (24e RIC) en août 1939.

### Seconde Guerre mondiale
Pierre Delsol est promu au grade de sergent en septembre 1939, au moment où se déclenche la Seconde Guerre mondiale. N'acceptant pas l'armistice du 22 juin 1940, lui et les hommes de sa section suivent leur chef, le lieutenant Jean de Laborde-Noguez et rejoignent la 3e compagnie du 24e RIC commandée par le capitaine Raphaël Folliot qui a décidé de passer en Palestine pour poursuivre le combat. Parti de Tripoli, la troupe rejoint les britanniques de l'autre côté de la frontière le 27 juin 1940. Les volontaires français rassemblés au camp de Moascar à Ismaïlia en Égypte forment le 1er bataillon d'infanterie de marine (1er BIM). Au sein de ce dernier et aux côtés des britanniques, Delsol est engagé dans la guerre du désert en Libye. Il s'illustre le 22 octobre 1940 lorsqu'il est blessé par des éclats de mine mais reste malgré tout à son poste et assure la sécurité de son groupe. Après avoir pris part à la campagne de Syrie en juin 1941, il est promu sergent-chef.
Toujours avec le 1er BIM, intégré à la 1re brigade française libre indépendante du général Kœnig, il combat à nouveau en Libye puis est promu adjudant en avril 1942. Du 27 mai au 11 juin, il participe à la bataille de Bir Hakeim. Les survivants de celle-ci, renforcés par des hommes du bataillon du Pacifique, forment le Bataillon d'infanterie de marine et du Pacifique (BIMP). En octobre 1942, Delsol et sa nouvelle unité prennent part à la seconde bataille d'El Alamein. Après avoir combattu dans la campagne de Tunisie, il embarque le 3 mai 1944 vers l'Europe pour participer à la campagne d'Italie. Dans la nuit du 11 au 12 mai, alors que tous les officiers ont été tués ou blessés pendant la prise du mont Girofano, Pierre Delsol prend le commandement de sa compagnie.
Promu sous-lieutenant, il participe au débarquement de Provence en accostant à Cavalaire le 16 août 1944. À la tête de sa section, il s'illustre lors de la libération de la ville, notamment le 23 août lorsqu'il prend d'assaut une position ennemie au hameau de la Mauranne. Il est alors gravement blessé à l'épaule mais continue de combattre jusqu'à ce que l'ensemble de sa compagnie ait atteint sa position où il se fait amputer du bras à l'Hôpital de campagne. Hospitalisé plusieurs mois dans des hôpitaux de Marseille et Alger, il arrive en avril 1945 à Aix-en-Provence où il est affecté dans une école de cadres.

### Après-guerre
Après la guerre, Pierre Delsol sert en Nouvelle-Calédonie de 1949 à 1952 et est promu capitaine en juillet 1951. De 1954 à 1956, en Indochine, il commande une compagnie du 19e régiment mixte d'infanterie coloniale puis il retrouve la métropole et termine sa carrière militaire en 1961 à Fréjus. Il occupe sa retraite dans diverses associations patriotiques et d'anciens combattants. Pierre Delsol meurt le 2 juillet 1987 à Nice et est inhumé à Fréjus.

## Décorations
|  |  |  |
|  |  |  |
|  |  |  |
|  |  |  |

| Commandeur de la Légion d'honneur             | Commandeur de la Légion d'honneur             | Compagnon de la Libération | Compagnon de la Libération | Médaille militaire                                                   | Médaille militaire                                                   |
| Croix de guerre 1939-1945                     | Croix de guerre 1939-1945                     | Médaille des blessés de guerre | Médaille des blessés de guerre | Croix du combattant volontaire Avec agrafe "1939-1945"               | Croix du combattant volontaire Avec agrafe "1939-1945"               |
| Croix du combattant                           | Croix du combattant                           | Médaille coloniale Avec agrafes "Libye 1940-1941", "Bir Hakeim", "Libye 1942-1943", "Tunisie", "Tripolitaine" et "Extrême-Orient" | Médaille coloniale Avec agrafes "Libye 1940-1941", "Bir Hakeim", "Libye 1942-1943", "Tunisie", "Tripolitaine" et "Extrême-Orient" | Médaille commémorative des services volontaires dans la France libre | Médaille commémorative des services volontaires dans la France libre |
| Officier de l'ordre de l'Étoile noire (Bénin) | Officier de l'ordre de l'Étoile noire (Bénin) | Commandeur de l'Ordre du Nichan el Anouar (Djibouti)                                                                              | Commandeur de l'Ordre du Nichan el Anouar (Djibouti)                                                                              | Bronze Star (États-Unis)                                             | Bronze Star (États-Unis)                                             |

## Hommages
- À La Garde, une rue a été baptisée en son honneur[5].
- À Fréjus, un square a été baptisé en son honneur.
- À Clairac, sa ville natale, une rue a été baptisée en son honneur[6].